# Маєвський Володимир Олександрович
Маєвський Володимир Олександрович — фахівець у галузі деревообробки доктор технічних наук (2013), професор (2015). Директор ННІ деревообробних те меблевих технологій і дизайну.

## Біографія
1995 року закінчив Український державний лісотехнічний університет (нині — Національний лісотехнічний університет України) у місті Львові, де відтоді й працює: від 2014 р. — професор кафедри технологій лісопиляння, столяр. і дерев'яних будівник виробів та водночас — директор Центру доуніверситетської і післядипломної освіти.
Основний напрям науки діяльності — вирішення оптимізації задачі планування розпилювання лісоматеріалів на пилопродукцію з урахуванням їхньої форми, кількістю і розмірно-якісних характеристик та в умовах апріор. невизначеності, зокрема у вигляді систем прийняття рішень на основі методів штучного інтелекту.